# Stacked Rubbish
Stacked Rubbish es un álbum de la banda japonesa The Gazette. Fue lanzado el 4 de julio de 2007 en Japón y el 24 de agosto en Europa. Stacked Rubbish debutó en el #3 en el Oricon charts con 33.007 unidades vendidas en la primera semana.[cita requerida] La edición limitada viene con un estuche con tapa alternativa y un especial folleto de letras.

## Lista de canciones
1. ART DRAWN BY VOMIT
 (Composición: the GazettE)
Canción original: RUKI.
2. AGONY
 (Letra: RUKI. Composición: the GazettE)
Canción original: RUKI.
3. HYENA
 (Letra: RUKI. Composición: the GazettE)
Canción original: RUKI.
4. BURIAL APPLICANT
 (Letra: RUKI. Composición: the GazettE)
Canción original: Aoi.
5. Ganges ni akai bara (ガンジスに紅い薔薇)
 (Letra: RUKI. Composición: the GazettE)
Canción original: Kai.
6. REGRET
 (Letra: RUKI. Composición: the GazettE)
Canción original: RUKI.
7. CALM ENVY
 (Letra: RUKI. Composición: the GazettE)
Canción original: RUKI.
8. SWALLOWTAIL ON THE DEATH VALLEY
 (Letra: RUKI. Composición: the GazettE)
Canción original: Uruha.
9. MOB 136 BARS
 (Letra: RUKI. Composición: the GazettE)
Canción original: Uruha.
10. GENTLE LIE
 (Letra: RUKI. Composición: the GazettE)
Canción original: Aoi.
11. FILTH IN THE BEAUTY
 (Letra: RUKI. Composición: the GazettE)
Canción original: RUKI.
12. CIRCLE OF SWINDLER
 (Letra: RUKI. Composición: the GazettE)
Canción original: RUKI.
13. Chizuru (千鶴)
 (Letra: RUKI. Composición: the GazettE)
Canción original: Uruha.
14. PEOPLE ERROR
 (Composición: the GazettE)
Canción original: RUKI.